# Fordson E83W
Der Fordson E83W, der später auch als Ford Thames E83W gebaut wurde, war ein leichtes Nutzfahrzeug von Ford of Britain. Zwischen 1938 und 1957 lief er im Werk Dagenham in Großbritannien vom Band, anfänglich mit einer Nutzlast von 500 kg. In Australien wurde er als Ten-Ten verkauft. Nach dem Zweiten Weltkrieg exportierte Ford ihn nahezu weltweit, dabei wurden teilweise auch nur Fahrgestelle exportiert und der Aufbau erfolgte lokal. Neben dem Fahrgestell wurde das Modell als Pritschenwagen und Kastenwagen gebaut. Ausgerichtet war der E83W für regionalen Transport von Speditionen, Handel, Bäckereien und Ähnliches. Während und nach dem Zweiten Weltkrieg wurden viele spezialisierte Varianten wie mobile Kantinen, Eistransporter und sogar Feuerlöschpumpen auf dem E83W-Chassis aufgebaut.

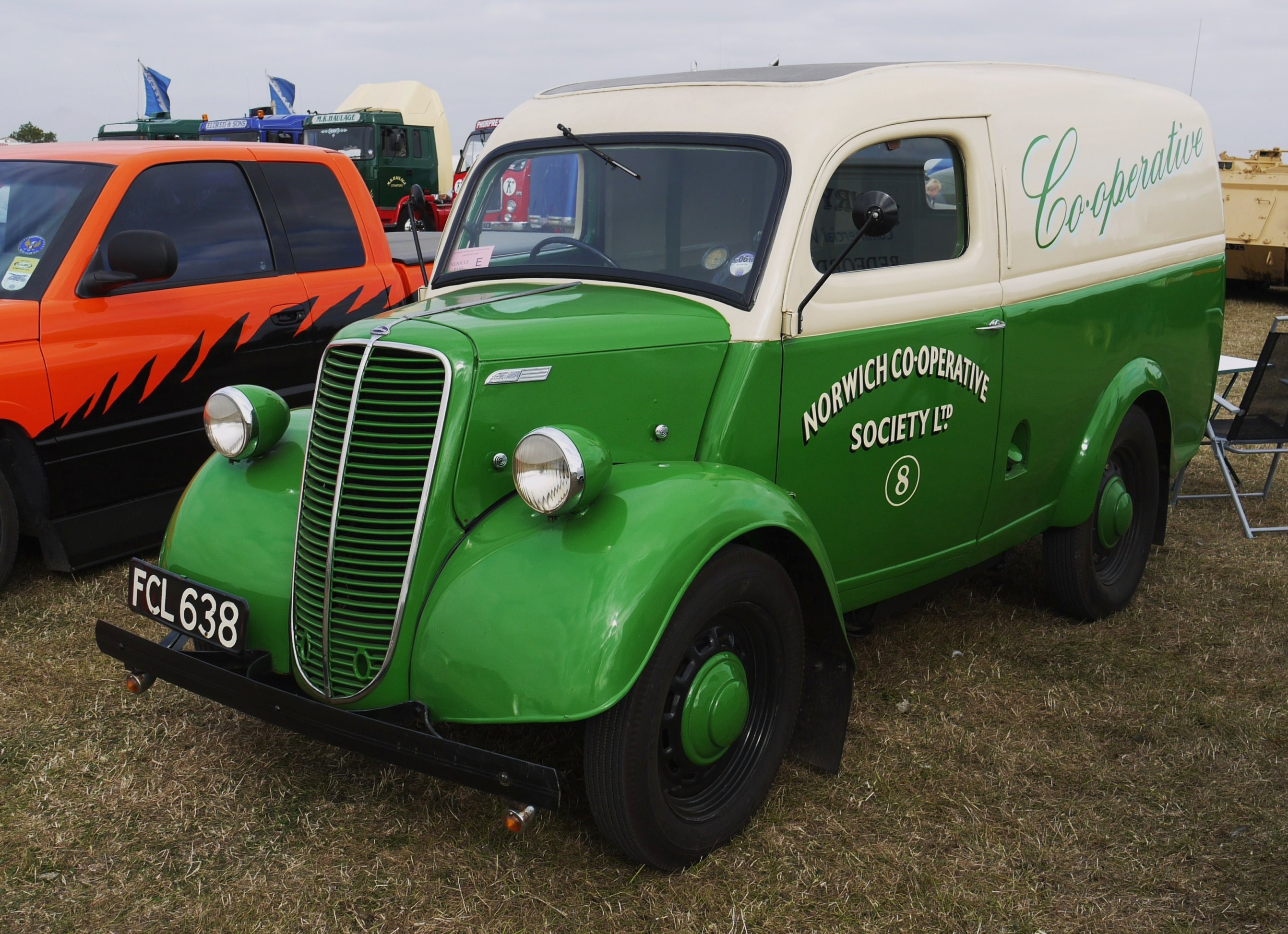
Fordson E83W Kastenwagen

Angetrieben wurde der E83W von einem 1,2-Liter-Ford-Seitenventil-Motor, der 10 hp leistete, kombiniert mit einem 3-Gang Schaltgetriebe und Hinterradantrieb. Dies machte den Fordson E83W viel langsamer als die Limousinen mit dem gleichen Motor. So erreichte er beispielsweise nur eine maximale Geschwindigkeit von 40 Meilen pro Stunde. Abgesehen vom Motor teilte er sich nur sehr wenige Teile mit den anderen kleinen Fords der damaligen Zeit, unter anderem mit den zeitgenössischen Ford V8 Modellen 62 und E71A Pilot. Die Scheinwerfer wurden mit dem Traktor Fordson E27N geteilt, für den diese als Sonderausstattung erhältlich waren.
Der E83W war ein einfaches und langsames Transportmittel, das aber stabil und zuverlässig war und weit bis in die 1960er Jahre seinen Dienst tat und daher auch noch heute in großer Zahl in vielen Teilen der Welt überlebt hat.
1957 löste ihn der Ford Thames 400E ab.